# Matteo Pessina
Matteo Pessina (sinh ngày 21 tháng 4 năm 1997) là một cầu thủ bóng đá chuyên nghiệp người Ý hiện đang chơi ở vị trí tiền vệ cho câu lạc bộ Serie A Monza theo dạng cho mượn từ Atalanta và đội tuyển quốc gia Ý.

## Sự nghiệp câu lạc bộ
Xuất thân từ hệ thống đào tạo trẻ, Pessina bắt đầu sự nghiệp thi đấu chuyên nghiệp của mình vào năm 2014 tại câu lạc bộ quê hương Monza. Năm 2015, anh chuyển đến Milan, từ đó anh được cho mượn tại Lecce, Catania và Como.
Vào ngày 7 tháng 7 năm 2017, Pessina ký hợp đồng với Atalanta. Vào ngày 25 tháng 8, anh được Spezia ký hợp đồng cho mượn. Vào ngày 26 tháng 8 năm 2019, Pessina gia nhập Hellas Verona dưới dạng cho mượn kèm điều khoản mua đứt. Vào ngày 10 tháng 2 năm 2021, anh ghi 2 bàn trong chiến thắng 3–1 trước Napoli trong trận bán kết lượt về tại Coppa Italia, giúp Atalanta tiến vào trận chung kết.
Vào ngày 6 tháng 7 năm 2022, Pessina trở lại câu lạc bộ quê hương Monza, đội có lần đầu tiên trong lịch sử giành quyền thăng hạng Serie A, dưới dạng cho mượn có thời hạn một năm, với tùy chọn và nghĩa vụ có điều kiện để mua, và được phong làm đội trưởng câu lạc bộ. Anh ra mắt vào ngày 26 tháng 8, vào sân thay người trong trận thua 1–2 trên sân nhà trước Udinese. Vào ngày 2 tháng 10, Pessina ghi bàn thắng đầu tiên ở Serie A cho Monza trong chiến thắng 3–0 trước Sampdoria.

## Sự nghiệp quốc tế
Pessina là thành viên của đội U-20 Ý đã cán đích ở vị trí thứ ba tại FIFA U-20 World Cup 2017.
Pessina có trận ra mắt tại đội U-21 vào ngày 5 tháng 10 năm 2017 trong trận giao hữu và giành chiến thắng với tỉ số 6–2 trước Hungary tại Budapest.
Pessina được triệu tập vào đội tuyển quốc gia bởi huấn luyện viên Roberto Mancini vào tháng 11 năm 2020 và có trận đấu ra mắt vào ngày 11 tháng 11 khi vào sân thay người trong trận giao hữu thắng 4–0 trước Estonia tại Firenze.
Vào ngày 28 tháng 5 năm 2021, Pessina ghi bàn thắng đầu tiên cho đội tuyển Ý ở phút thứ 75 trong chiến thắng 7–0 trên sân nhà trong trận giao hữu với San Marino và hoàn tất cú đúp ở phút thứ 87.
Vào tháng 6 năm 2021, anh được HLV Roberto Mancini đưa vào đội hình sơ bộ của Ý tham dự VCK Euro 2020 nhưng cuối cùng đã bị loại khỏi danh sách 26 cầu thủ chính thức. Tuy nhiên, sau chấn thương của Stefano Sensi, Pessina đã được gọi triệu tập bổ sung. Anh có trận ra mắt tại giải đấu khi vào thay người trong trận Ý thắng Thụy Sĩ 3-0 vào ngày 16 tháng 6. Sau đó, anh đá chính trong trận đấu với Xứ Wales vào ngày 20 tháng 6, ghi bàn thắng duy nhất của trận đấu trong chiến thắng 1–0 của đội tại Roma và giúp cho đội đứng đầu bảng. Vào ngày 26 tháng 6, sau khi vào sân thay Nicolò Barella, Pessina đã ghi bàn thắng ấn định chiến thắng 2-1 trong hiệp phụ trước Áo ở vòng 16, giúp Ý tiến vào tứ kết. Vào ngày 11 tháng 7, Pessina đã giành chức vô địch châu Âu cùng với Ý sau chiến thắng 3–2 tại loạt sút luân lưu trước Anh trên sân vận động Wembley trong trận chung kết sau khi hòa 1–1 trong hiệp phụ.

## Thống kê sự nghiệp

### Câu lạc bộ
Tính đến 9 tháng 1 năm 2022
| Câu lạc bộ           | Mùa giải       | Giải đấu       | Giải đấu | Giải đấu | Cúp  | Cúp | Châu Âu | Châu Âu | Khác | Khác | Tổng | Tổng |
| Câu lạc bộ           | Mùa giải       | Hạng đấu       | Trận     | Bàn      | Trận | Bàn | Trận    | Bàn     | Trận | Bàn  | Trận | Bàn  |
| -------------------- | -------------- | -------------- | -------- | -------- | ---- | --- | ------- | ------- | ---- | ---- | ---- | ---- |
| Monza                | 2014–15        | Lega Pro       | 22       | 6        | 1    | 0   | -       | -       | -    | -    | 23   | 6    |
| Lecce (mượn)         | 2015–16        | Lega Pro       | 3        | 0        | 1    | 0   | -       | -       | -    | -    | 4    | 0    |
| Catania (mượn)       | 2015–16        | Lega Pro       | 1        | 0        | 0    | 0   | -       | -       | -    | -    | 1    | 0    |
| Como (mượn)          | 2016–17        | Lega Pro       | 36       | 9        | 5    | 0   | -       | -       | -    | -    | 41   | 9    |
| Spezia (mượn)        | 2017–18        | Serie B        | 38       | 2        | 0    | 0   | -       | -       | -    | -    | 38   | 2    |
| Atalanta             | 2018–19        | Serie A        | 12       | 0        | 2    | 0   | 5       | 0       | -    | -    | 19   | 0    |
| Atalanta             | 2020–21        | Serie A        | 28       | 2        | 5    | 2   | 7       | 0       | -    | -    | 40   | 4    |
| Atalanta             | 2021–22        | Serie A        | 13       | 1        | 0    | 0   | 4       | 1       | -    | -    | 17   | 2    |
| Atalanta             | Tổng           | Tổng           | 53       | 3        | 7    | 2   | 16      | 1       | 0    | 0    | 76   | 6    |
| Hellas Verona (mượn) | 2019–20        | Serie A        | 35       | 7        | 0    | 0   | -       | -       | -    | -    | 35   | 7    |
| Tổng sự nghiệp       | Tổng sự nghiệp | Tổng sự nghiệp | 188      | 27       | 14   | 2   | 16      | 1       | 0    | 0    | 218  | 30   |

### Quốc tế
| Đội tuyển quốc gia | Năm  | Trận | Bàn |
| ------------------ | ---- | ---- | --- |
| Ý                  | 2020 | 1    | 0   |
| Ý                  | 2021 | 10   | 4   |
| Ý                  | 2022 | 4    | 0   |
| Ý                  | 2023 | 1    | 1   |
| Tổng               | Tổng | 16   | 5   |

Số bàn thắng của Ý đứng trước, cột tỉ số cho biết tỉ số sau bàn thắng của Pessina
| Số thứ tự | Ngày             | Nơi diễn ra                            | Cap | Đối thủ    | Tỉ số | Kết quả      | Giải đấu                 |
| --------- | ---------------- | -------------------------------------- | --- | ---------- | ----- | ------------ | ------------------------ |
| 1         | 28 tháng 5, 2021 | Sardegna Arena, Cagliari, Ý            | 5   | San Marino | 5–0   | 7–0          | Giao hữu                 |
| 2         | 28 tháng 5, 2021 | Sardegna Arena, Cagliari, Ý            | 5   | San Marino | 7–0   | 7–0          | Giao hữu                 |
| 3         | 20 tháng 6,2021  | Sân vận động Olimpico, Roma, Ý         | 7   | Wales      | 1–0   | 1–0          | UEFA Euro 2020           |
| 4         | 26 tháng 6, 2021 | Sân vận động Wembley, London, Anh      | 8   | Áo         | 2–0   | 2–1 (s.h.p.) | UEFA Euro 2020           |
| 5         | 26 tháng 3, 2023 | Sân vận động Quốc gia, Ta' Qali, Malta | 16  | Malta      | 2–0   | 2–0          | Vòng loại UEFA Euro 2024 |

## Danh hiệu
U-20 Ý
- Hạng ba FIFA U-20 World Cup: 2017[13]

Đội tuyển Ý
- UEFA Euro: 2020[24]